# Liste der Kulturgüter in Cheyres-Châbles
Die Liste der Kulturgüter in Cheyres-Châbles enthält alle Objekte in der Gemeinde Cheyres-Châbles im Kanton Freiburg, die gemäss der Haager Konvention zum Schutz von Kulturgut bei bewaffneten Konflikten, dem Bundesgesetz vom 20. Juni 2014 über den Schutz der Kulturgüter bei bewaffneten Konflikten sowie der Verordnung vom 29. Oktober 2014 über den Schutz der Kulturgüter bei bewaffneten Konflikten unter Schutz stehen.
Objekte der Kategorie A sind im Gemeindegebiet nicht ausgewiesen, Objekte der Kategorie B sind vollständig in der Liste enthalten, Objekte der Kategorie C fehlen zurzeit (Stand: 1. Januar 2023).

## Kulturgüter
| Foto | | Objekt | Kat. | Typ | Standort                                      | Beschreibung |
| ---- | --- | --- | ---- | --- | --------------------------------------------- | ------------ |
| ja   | Datei hochladen · Wikidata zu Ruine der Burg Font und Sommerresidenz des Landvogts von Font-Vuissens (Q29688634) | Ruine der Burg Font und Sommerresidenz des Landvogts von Font-Vuissens / Ruines du château de Font et résidence d’été du bailli de Font-Vuissens KGS-Nr.: 01974 | B    | G   | Châbles, Chemin des Cibles 23 552205 / 187195 |              |
| BW   | Datei hochladen · Wikidata zu Bauernhaus Carrons (Q29688680)                                                     | Bauernhaus Les Carrons / Ferme des Carrons KGS-Nr.: 01975 | B    | G   | Châbles, Les Carrons 1, 3 551780 / 186120     |              |
| BW   | Datei hochladen · Wikidata zu Schloss des Landvogts (Q29688616)                                                  | Landvogteischloss / Château baillival KGS-Nr.: 01993 | B    | G   | Cheyres, Route d’Yverdon 365 550323 / 185010  |              |
| BW   | Datei hochladen · Wikidata zu Pfarrkirche Saint-Nicolas (Q29688650)                                              | Pfarrkirche Saint-Nicolas / Église paroissiale Saint-Nicolas KGS-Nr.: 01994                                                                                     | B    | G   | Cheyres, Route d’Yverdon 369 550290 / 185000  |              |
| ja   | Datei hochladen · Wikidata zu Bauernhaus an die Mauer der Burg Font gelehnt (Q29688664)                          | Bauernhaus an die Mauer der Burg Font gelehnt / Ferme adossée au mur d’enceinte du Château de Font KGS-Nr.: 12389                                               | B    | G   | Châbles, Chemin des Cibles 21 552212 / 187167 |              |
| ja   | Datei hochladen · Wikidata zu Bauernhaus Muller de Bellevue (Q29688697)                                          | Bauernhaus Muller de Bellevue / Ferme Muller de Bellevue KGS-Nr.: 12390                                                                                         | B    | G   | Châbles, Bellevue 1 552328 / 186974           |              |